# Xã Munch, Quận Pine, Minnesota
Xã Munch (tiếng Anh: Munch Township) là một xã thuộc quận Pine, tiểu bang Minnesota, Hoa Kỳ. Năm 2010, dân số của xã này là 302 người.